# 박종훈 (1959년)
박종훈(朴鍾勳, 1959년 6월 12일 ~ )은 전 KBO 리그 OB 베어스의 외야수이다. 그의 아들은 전 KBO 리그 넥센 히어로즈의 내야수이자, 현 한화 이글스의 타격코치이다.
2009년까지 두산 베어스의 2군 감독을 역임했고, 2009년 9월 27일, LG 트윈스의 제 9대 감독으로 선임돼 2011년까지 역임했다. KBO 리그 초대 신인왕이다.

## 선수 시절
제주도 출신으로 군 하사관인 아버지의 직업 때문에 전국 곳곳을 옮겨 다니며 유년 시절을 보냈다. 야구를 처음 시작 한 건 강원 홍천 석화초등학교 4학년 때부터였다. 서울 신일중학교와 신일고등학교를 거쳐 고려대학교 경영학과 졸업 후 실업 야구 팀인 상업은행 야구단을 거쳤다.

### OB 베어스시절
1983년 신인 드래프트에서 1차 2순위 지명을 받아 입단하였다. 1983년 시즌 97경기에 출장해 3할대 타율, 117안타를 기록해 최다 안타상, 신인왕, 골든 글러브 상(외야수 부문)을 수상했다. 1985년 3할대 타율, 119안타로 2번째 골든 글러브 상(외야수 부문)을 수상했다. 그러나 1985년 7월 17일 MBC와의 경기에서 오영일이 던진 공에 허리를 맞은 후 생긴 고질적인 허리 부상으로 1986년 이후 활약이 미미해졌다.

## 야구선수 은퇴 후

### 코치 시절
은퇴한 이듬해 1990년 미국으로 유학을 가 지도자 연수를 받았고 1994년부터 1996년까지 타격 코치로 LG 트윈스에 부임했다. 그가 타격코치로 부임한 첫 해에 LG 트윈스가 2번째 우승을 차지했다.
1996년에 당시 감독이었던 이광환이 물러났을 때 LG 트윈스와 재계약에 실패한 후 현대 유니콘스의 코치로 옮겼고, SK 와이번스 수석 코치 및 2군 감독 등을 역임했다. 그리고 2006년부터 2009년까지 두산 베어스의 2군 감독을 맡았다. 자신의 친정 팀 2군 감독을 하면서 2군 내 많은 유망주들을 체계적으로 지도했다. 이러한 두산식 야구를 두고 "화수분 야구"라고 불렸으며, 유망주 발전에 고민했던 LG 트윈스가 그를 선임하게 된 계기다. 2009년 시즌 직후 LG 트윈스에서 성적 부진으로 재계약에 실패한 김재박의 후임 감독으로 발표돼 지도자 생활을 시작한 팀에 복귀했다. 장기적인 팀 내 유망주 육성과 리빌딩 등을 위해 LG 트윈스에서는 그와 5년 계약을 맺었다. LG 트윈스 감독에서 물러난 지 1년 만에 신생 팀 NC 다이노스의 2군 감독으로 간다는 설이 있었으나, 2군 총괄로 한문연 배터리코치 체제로 가는 대신 육성 이사를 맡아 선수 스카우트, 육성을 책임지게 됐다. 두산 시절 한 팀이었던 김경문과 재결합했다.

### 감독 시절
감독으로 부임하자마자 주니치에서 밀려난 외야수 이병규를 복귀시켜 자신의 현역 시절 포지션이었던 외야진을 탄탄하게 구축했고, 견제 세력 강화와 정신 자세를 강조해 철저한 주전 경쟁을 시사했다. 2010년 시즌 중에는 그가 요구하는 시선에 해이해진 정신 상태가 드러난 류택현을 곧바로 2군으로 보냈고, 봉중근도 그의 요구에 항명하자 강판한 후 곧바로 2군으로 내보내는 등 팀 쇄신을 위해 강경한 모습을 보였다. 대신 그가 두산 베어스 2군 감독 시절에 보여줬던 유망주들의 육성처럼 2009년에 입단한 오지환 등을 새로 중용했다. 그를 통해 내야수 오지환, 이병규 등이 성장했다. 그러나 강경한 자세로 인해 투수 서승화, 이형종 등과는 마찰을 빚었다. 이러한 일들로 인해 투수진이 부족해지자 그는 2010년 7월 28일 SK를 상대로 4:3 대형 트레이드를 단행해 투수 김선규, 박현준, 포수 윤요섭을 영입하고 권용관, 안치용, 이재영, 최동수를 보냈다. 이 트레이드 3인방은 2011년 LG 트윈스에 새 바람을 일으켰다. 그러나 2011년 10월 6일 포스트 시즌 탈락 확정 후 성적 부진을 이유로 시즌 최종전 직전에 사임을 선언했다. 이후 당시 수석코치였던 김기태에게 감독직을 넘기고 제주특별자치도로 건너가 휴식기를 가졌다.
2012년 시즌 후, NC 다이노스의 육성이사로 영입됐으며, 2016년에는 고양본부장을 맡았다.
2016년 11월 3일 한화 이글스의 단장으로 선임됐다.

## 가족 사항
1남(아들 박윤 야구선수) 1녀이다.

## 출신 학교
- 석화초등학교
- 서울 신일중학교
- 신일고등학교
- 고려대학교 경영학과

## 통산 기록
| 연도 | 소속 팀       | 타율  | 경기수 | 타수 | 안타 | 2루타 | 3루타 | 홈런 | 타점 | 득점 | 도루 | 도루 실패 | 4사구 | 삼진 | 병살타 | 희생타 | 장타율 | 기타                                         |
| ---- | ------------- | ----- | ------ | ---- | ---- | ----- | ----- | ---- | ---- | ---- | ---- | --------- | ----- | ---- | ------ | ------ | ------ | -------------------------------------------- |
| 1983 | OB (등번호 1) | 0.312 | 97     | 375  | 117  | 19    | 6     | 3    | 24   | 53   | 7    | 6         | 41    | 0    | 0      | 11     | 0.419  | 최다 안타 1위, 신인왕 수상, 골든 글러브 수상 |
| 1984 | OB (등번호 1) | 0.306 | 99     | 271  | 83   | 11    | 2     | 7    | 37   | 35   | 9    | 5         | 31    | 18   | 5      | 13     | 0.439  |                                              |
| 1985 | OB (등번호 1) | 0.342 | 101    | 348  | 119  | 19    | 4     | 6    | 51   | 48   | 17   | 8         | 33    | 16   | 2      | 14     | 0.471  | 골든 글러브 수상                             |
| 1986 | OB (등번호 1) | 0.259 | 92     | 320  | 83   | 11    | 2     | 6    | 28   | 47   | 12   | 8         | 40    | 20   | 2      | 12     | 0.363  |                                              |
| 1987 | OB (등번호 1) | 0.284 | 80     | 264  | 75   | 10    | 1     | 6    | 34   | 33   | 5    | 3         | 22    | 15   | 4      | 8      | 0.398  |                                              |
| 1988 | OB (등번호 1) | 0.262 | 103    | 336  | 88   | 11    | 1     | 3    | 36   | 34   | 11   | 5         | 34    | 20   | 6      | 11     | 0.327  |                                              |
| 1989 | OB (등번호 1) | 0.254 | 107    | 295  | 75   | 13    | 1     | 1    | 21   | 31   | 10   | 5         | 33    | 28   | 6      | 6      | 0.315  |                                              |
| 통산 | 7시즌         | 0.290 | 679    | 2209 | 640  | 94    | 17    | 32   | 231  | 281  | 71   | 40        | 234   | 145  | 28     | 75     | 0.391  |                                              |

- 시즌 기록 중 굵은 글씨는 리그 1위 기록

### 감독
- 연도별

| 연도 | 소속  | 경기수 | 승  | 패  | 무 | 승률  | 득점 | 실점 | 홈런 | 기타          |
| ---- | ----- | ------ | --- | --- | -- | ----- | ---- | ---- | ---- | ------------- |
| 2010 | LG    | 133    | 57  | 71  | 5  | 0.429 | 688  | 746  | 121  | 정규 시즌 6위 |
| 2011 | LG    | 133    | 59  | 72  | 2  | 0.450 | 579  | 620  | 94   | 정규 시즌 6위 |
| 통산 | 2시즌 | 266    | 116 | 143 | 7  | 0.436 | 1267 | 1366 | 215  |               |

- 승수별

| 승    | 날짜        | 장소 | 소속팀 | 상대팀 | 경기 결과 | 결승타 | 승리 투수 | 기타                    |
| 1승   | 2010. 3. 27 | 대구 | LG     | 삼성   | 7 - 5 승  | 박용근 | 이동현    | 1경기 1승 .             |
| 100승 | 2011. 8. 2  | 잠실 | LG     | SK     | 5 - 4 승  | 조인성 | 박현준    | 218경기 100승 5무 113패 |